# Армійський каденс
У військових, армійський каденс або військова маршова це традиційна робоча пісня волання-та-відповіді (англ. call-and-response), яку співають військові під час вправ, крокування або бігу. В Україні ці каденси зазвичай звуться маршові.
Виконання каденсу не потеребує ніяких інструментів. Каденси є невід'ємною частиною військового фольклору мілітарних маршів. Як різновид робочої пісні, каденс завжди підлаштовується під ритм вправи/роботи що виконується вояками. Більшість каденсів мають структуру волання-та-відповіді, де один солдат завжди волає першим рядок каденсу, а решта солдатів хором повторюють за ним, що сприяє прищепленню відчуття командної роботи та духу братерства й єдності. Каденси зазвичай виконуються в такт і ритм маршу в нормальній швидкості (швидкісний) або в марші бігу-у-строю. Це допомагає солдатам триматися правильного унісонного строю під час бігу або стройового крокування.
Слово «каденс» виникло для опису цих армійських робочих пісень, оскільки їхнім першорядним завданням було допомагати вояками виконувати коректну кількість кроків за хвилину під час марширування чи бігу. Відповідний каденс (кількість кроків за хвилину) створювався барабанщиком або сержантом. Дисципліна каденсу у війську є надзвичайно важливою, тому що від того наскільки правильним є каденс, безпосередньо залежить швидкість руху піхоти.

## Поширені теми каденсів
Поширеними темами маршових є:
- Туга за домівкою.
- Щоденне скиглення щодо складності військового життя.
- Хвастощі (своїм куренем/сотнею) або образи (ворога)
- Гумористичні натяки.

## Приклади каденсів
Прикладом армійських каденсів популярних серед військових Збройних Сил України є «Москаль не хоче мирно жить»  та «Попереду жахи-шляхи».

### Москаль не хоче мирно жить
Москаль не хоче мирно жить,
[хором] Москаль не хоче мирно жить
Тому ми будем його бить!
[хором] Тому ми будем його бить!
І у полон не треба брать,
[хором] І у полон не треба брать,
На місці будем убивать!
[хором] На місці будем убивать!
x2 Бий кулемет
x2 [хором] Бий кулемет
[хором] Бий кулемет, стріляйте кулі
[хором] А москалям покажем дулі
[хором] І в дупу хай цілують нас
Повернем Крим, за ним — Кубань!
[хором] Поверним Крим, за ним — Кубань!
І проженем москальську срань!
[хором] І проженем москальську срань!
Ми воювати будем вміло
[хором] Ми воювати будем вміло
В Москві буде шість гривень пиво
[хором] В Москві буде шість гривень пиво
x2 Бий кулемет
x2 [хором] Бий кулемет
[хором] Бий кулемет, стріляйте кулі
[хором] А москалям покажем дулі
[хором] І в дупу хай цілують нас

### Попереду жахи-шляхи[2]
Попереду жахи-шляхи,
[хором] Попереду жахи-шляхи,
А в чоботях мозоляки,
[хором] А в чоботях мозоляки,
А мені те все байдуже,
[хором] А мені те все байдуже,
Бо біля мене справжній друже!
[хором] Біля мене друже, тож мені байдуже,
[хором] Хай, як доля припече, поруч другове плече!
Голод, холод, спека, мряка,
[хором] Голод, холод, спека, мряка,
Оборона чи атака,
[хором] Оборона чи атака,
А мені те все байдуже,
[хором] А мені те все байдуже,
Бо біля мене справжній друже!
[хором] Біля мене друже, тож мені байдуже,
[хором] Хай, як доля припече, поруч другове плече!
Вороги вже недалеко,
[хором] Вороги вже недалеко,
Гострять шаблі та багнети!
[хором] Гострять шаблі та багнети!
А мені те все байдуже,
[хором] А мені те все байдуже,
Бо біля мене справжній друже!
[хором] Біля мене друже, тож мені байдуже,
[хором] Хай, як доля припече, поруч другове плече!
А ворожа клята куля,
[хором] А ворожа клята куля,
В серце глибоко пірнула!
[хором] В серце глибоко пірнула!
А мені те все байдуже,
[хором] А мені те все байдуже,
Бо біля мене справжній друже!
[хором] Біля мене друже, тож мені байдуже,
[хором] Хай, як доля припече, поруч другове плече!
Мамо рідна Україно,
[хором] Мамо рідна Україно,
Поцілуй благаю сина!
[хором] Поцілуй благаю сина!
Бо мені те не байдуже,
[хором] Бо мені те не байдуже,
Прощавай, не плач, мій друже!
[хором] Біля мене друже, тож мені байдуже,
[хором] Хай, як доля припече, поруч другове плече!